# Nederlandsch-Indische Escompto Maatschappij
De Nederlandsch-Indische Escompto-Maatschappij werd in 1857 in Batavia, het huidige Jakarta, opgericht door Paulus Tiedeman jr. en Carel Wiggers van Kerchem. De Escompto-Maatschappij was, na de Nederlandsche Handel-Maatschappij en de Nederlandsch-Indische Handelsbank de derde bankonderneming in Nederlands-Indië.
De bank had als doel het verstrekken van kredieten aan handel en nijverheid. Het hoofdkantoor was in Batavia gevestigd en daarnaast bezat de bank vestigingen in Bandung, Buitenzorg (Bogor), Cirebon, Yogyakarta, Makassar, Magelang, Malang, Medan, Manado, Padang, Palembang, Semarang, Sibolga, Surabaya en Weltevreden. Buiten Nederlands-Indië waren er vestigingen in Amsterdam en in Den Haag.
De crisis van 1884 raakte de Escompto Maatschappij nauwelijks aangezien de bank zich niet bezig hield met cultuurzaken. Tot 1888 waren de zaken nog beperkt van omvang, maar hierna zette de groei in door het uitbreiden van haar diensten. Nieuwe vestigingen werden geopend en voor de groeiende effectenmarkt richtte het in 1912 de Nederlandsch-Indische Effecten- en Prolongatiebank op. Deze werd in 1921 samengevoegd met de Escompto. De crisis van de jaren dertig in de twintigste eeuw kwam wel hard aan en noodzaakte de bank om te reorganiseren.
De directie van de Escompto-Maatschappij was statutair opgedragen aan de firma Tiedeman & van Kerchem, waar beide oprichters van de bank firmanten waren. Eind 1901 besloot de algemene vergadering van aandeelhouders om de bank voortaan een eigen directie te geven, los van Tiedeman & van Kerchem. Jan Dinger, die eind negentiende eeuw vanuit Tiedeman & van Kerchem de bank bestuurde, trad uit de firma en vormde met E.A. Zeilinga, Azn. de eerste eigenstandige directie van de Escompto-Maatschappij.
In 1949 werd de naam gewijzigd in Escomptobank N.V.. In 1960 werd het Indonesische deel van de bank genationaliseerd in de Bank Dagang Negara (na fusie opgegaan in de Bank Mandiri). Het Nederlandse deel is opgegaan in de Nedesco Bank en de Nederlandse Overzee Bank. De Nederlandse Overzee Bank werd in 1969 met de banken R. Mees & Zoonen (uit 1720) en Hope & Co (uit 1734) samengevoegd in de Nederlandse bank Mees & Hope.
Van 1910 tot 1960 was het Nederlandse hoofdkantoor gevestigd aan de Keizersgracht 575 in Amsterdam, waar thans de Garantibank is gevestigd.

## Galerij

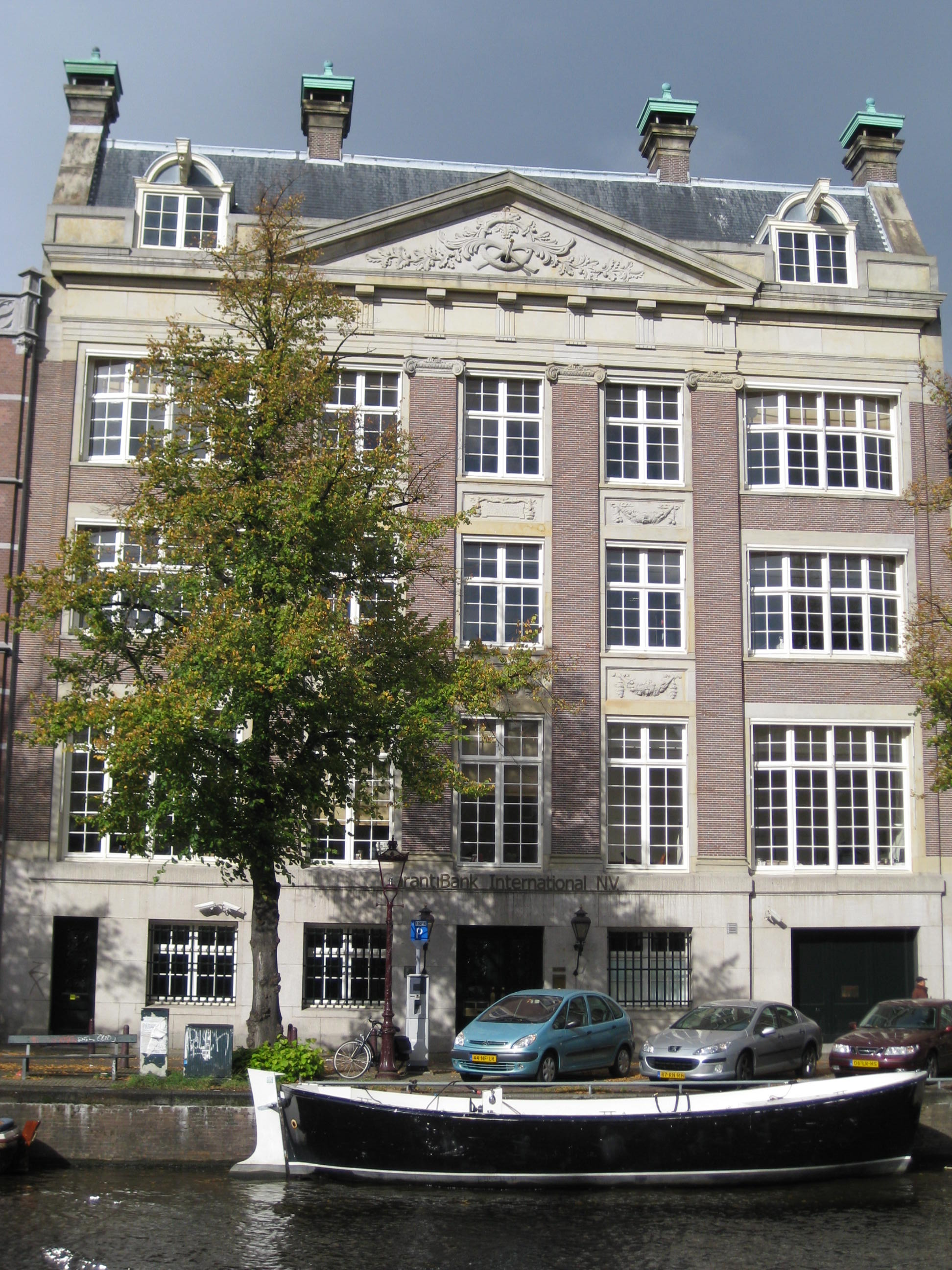
Keizersgracht 575 Amsterdam
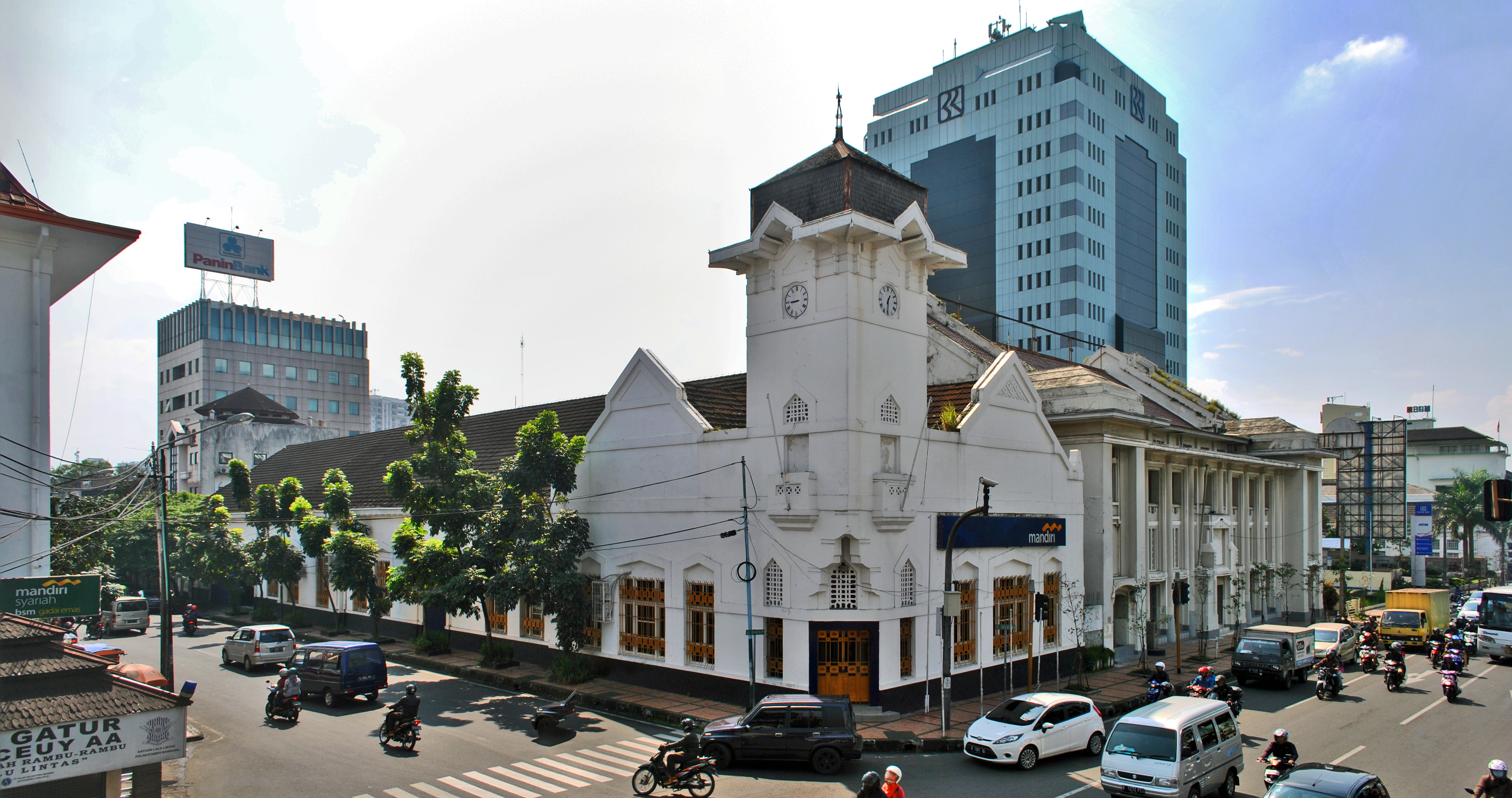
Voormalig bankgebouw in Bandung
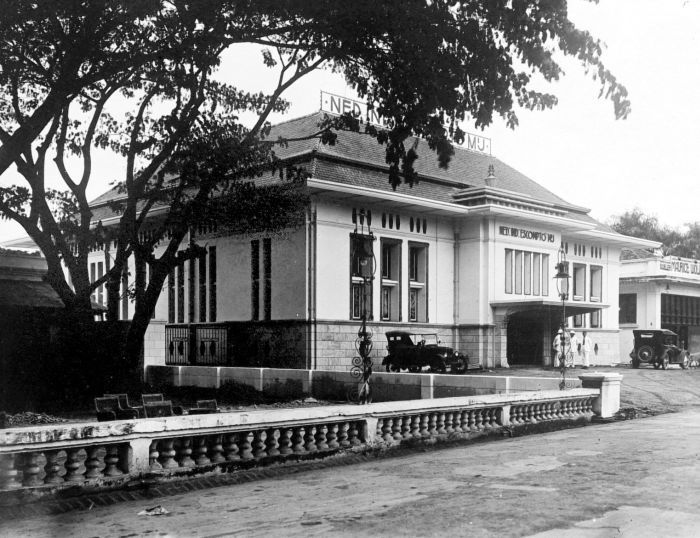
Bankgebouw in Weltevreden

## Voetnoten
1. 1 2  Dr. G.M. Verrijn Stuart (1934): Het Bankwezen in de Nederlandsche Koloniën, tweede, herziene druk, N.V. Uitgevers-mij v/h G. Delwel, Wassenaar, pagina 108-116